# Klein Pampau
Klein Pampau er en kommune i det nordlige Tyskland, beliggende i Amt Büchen under Kreis Herzogtum Lauenburg. Kreis Herzogtum Lauenburg ligger i delstaten Slesvig-Holsten.

## Geografi
Klein Pampau ligger ca. 14 km nord for Lauenburg og omkring 35 km øst for Hamborg.